# Preprint
În publicarea academică, un preprint este o versiune a unei lucrări academice sau științifice care precede evaluarea oficială peer-review și publicarea într-o revistă academică sau științifică evaluată de colegi. Pretipărirea poate fi disponibilă, adesea ca o versiune fără tipărire disponibilă gratuit, înainte sau după ce o lucrare este publicată într-un jurnal.

## Istorie

Flux de lucru tipic pentru publicare a unui articol de revistă academică (preprint, postprint și versiunea publicată, cu acces deschis conform SHERPA/RoMEO)

Din 1991, preprinturile au fost din ce în ce mai mult distribuite electronic pe Internet, mai degrabă decât ca copii pe hârtie. Acest lucru a dat naștere unor baze de date masive de pretipărire, cum ar fi arXiv și HAL (arhivă deschisă) etc., la depozitele instituționale . Partajarea preprinturilor datează cel puțin din anii 1960, când National Institutes of Health au distribuit preprinturi biologice. După șase ani, utilizarea acestor grupuri de schimb de informații a fost oprită, parțial pentru că jurnalele au încetat să accepte trimiteri partajate prin aceste canale.  În 2017, Consiliul de Cercetare Medicală a început să sprijine citările de preprinturi în cererile de grant și burse,  și Wellcome Trust a început să accepte preprinturi în cererile de grant. 
În februarie 2017, o coaliție de oameni de știință și organisme de finanțare biomedicală, inclusiv National Institutes of Health, Medical Research Council și Wellcome Trust, a lansat o propunere pentru un site central pentru preprinturi științele vieții.    În februarie 2017, SciELO a anunțat planurile de a crea un server de preprints – SciELO Preprints.  În martie 2017, National Institutes for Health a emis o nouă politică care încurajează trimiterile de cercetare preprint.   În aprilie 2017, Centrul pentru Știință Deschisă a anunțat că va lansa șase noi arhive pretipărite.  La sfârșitul anilor 2010, bibliotecile și instrumentele de descoperire integrează din ce în ce mai mult datele Unpaywall, care indexează milioane de preprinturi și alte surse verzi de acces deschis și reușește să servească peste jumătate din solicitările utilizatorilor fără a fi nevoie de abonamente. 
În primele luni ale pandemiei de COVID-19, nevoia de cercetări publicate asupra bolii a stimulat un val de articole de cercetare care au fost lansate ca preprinturi,  ocolind procesul de evaluare inter pares și de publicare, care se dovedea prea lent în context. a unei pandemii active și noi. Lansarea articolelor pretipărite legate de COVID, împreună cu alte articole legate de COVID publicate de reviste tradiționale, au contribuit la cea mai mare creștere înregistrată vreodată pe un singur an a articolelor academice. 

## Rol

### În mediul academic
Publicarea manuscriselor într-un jurnal evaluat de colegi durează adesea săptămâni, luni sau chiar ani de la momentul trimiterii inițiale, din cauza timpului necesar editorilor și recenzenților pentru a evalua și critica manuscrisele și a timpului necesar autorilor pentru a aborda criticile. Necesitatea de a difuza rapid rezultatele actuale în cadrul unei comunități academice i-a determinat pe cercetători să distribuie documente cunoscute sub denumirea de preprinturi, care sunt manuscrise care nu au fost încă supuse unei evaluări inter pares . Distribuirea imediată a preprinturilor permite autorilor să primească feedback timpuriu de la colegii lor, care poate fi util în revizuirea și pregătirea articolelor pentru trimitere.  Preprint sunt, de asemenea, folosite pentru a demonstra precedența descoperirilor și o modalitate de a proteja proprietatea intelectuală (o disponibilitate promptă a descoperirii poate fi folosită pentru a bloca brevetarea sau a descuraja părțile concurente).
Majoritatea editorilor permit ca lucrările să fie publicate pe serverele de preprintare înainte de trimitere. O minoritate de editori decid de la caz la caz sau interpretează Regula Ingelfinger pentru a descalifica de la trimitere.  Cu toate acestea, multe reviste interzic sau descurajează utilizarea preprinturilor în referințe, deoarece acestea nu sunt considerate surse credibile.
Unele servicii de revizuire independente de jurnal ( Peerage of Science, Peer Community In, Review Commons, eLife Preprint Review) oferă recenzii inter pares asupra preprinturilor. Aceste evaluări inter pares sunt fie un prim pas înainte de publicare într-o jurnal (Peerage of Science, Review Commons, eLife Preprint Review), fie au ca rezultat o decizie editorială oficială (Peer Community In), fără a exclude trimiterea în reviste. 

## Etapele tipăririi
În timp ce un articol preprint este un articol care nu a fost încă supus evaluării de către colegi, o postprint este un articol care a fost revizuit în pregătire pentru publicare într-un jurnal. Atât preprint cât și postprint pot diferi de versiunea finală publicată a unui articol. Preprinturile și postprintările împreună sunt denumite e-prints sau eprints . 
Cuvântul retipărire se referă la copiile tipărite ale lucrărilor care au fost deja publicate; retipăririle pot fi produse de editorul revistei, dar pot fi generate și din versiuni digitale (de exemplu, dintr-o bază de date electronică de reviste revizuite de colegi) sau din eprinturi auto-arhivate de autorii lor în depozitele lor instituționale.

## Mandat și promovare
În mediul academic, este puțin probabil ca preprinturile să fie cântărite foarte mult atunci când un savant este evaluat pentru titularizare sau promovare, cu excepția cazului în care preprintul devine baza unei publicații revizuite de colegi. 
Unele rezultate importante în matematică au fost publicate doar pe serverul de preprint arXiv .   După aproape un secol de efort al matematicienilor, Grigori Perelman a publicat o serie de lucrări pretipărite despre arXiv între 2002 și 2003, în care a prezentat o dovadă a conjecturii Poincaré .    I s-au oferit atât Premiul Mileniului de 1 milion de dolari, cât și medalia Fields pentru rezultat, dar a refuzat ambele premii. 

## Avantaje VS dezavantaje ale preprinturilor

### Avantajele preprinturilor
Avantajele preprinturilor pot fi rezumate astfel: diseminarea promptă a rezultatelor, contribuie la fluxul liber al informațiilor, creșterea șanselor de feedback și comentarii timpurii, creșterea numărului de citări, șansele de colaborări academice, entuziaștii pe autori, poate reduce publicarea predatoare, crește transparența, poate publica rezultate negative și controverse, poate primi DOI, link către ORCID, verificare plagiat, șansa de a primi granturi și premii, promovarea tinerilor cercetători, creditare timpurie, un loc bun pentru ipoteză și detectarea timpurie a comportamentului necorespunzător în știință. 

### Dezavantajele preprinturilor
Dezavantajele preprinturilor ar putea fi rezumate ca: lipsa evaluării inter pares, absența calității (în controversă), îngrijorări cu privire la datele premature, acoperirea media care nu prezintă în mod corespunzător incertitudinea inerentă a preprinturilor,  riscul de dublă citare (prin publicarea unui articol revizuit de colegi, preprintul poate fi, de asemenea, citat), lipsa de ghiduri etice și statistice, lipsa de respect pentru COPE sau ghidurile ICMJE, încălcarea reglementărilor privind proprietatea intelectuală în unele țări, posibilă vătămare a sănătății în anumite cazuri, supraîncărcare de informații, încălcarea regulii Ingelfinger (o strategie realizată pentru a descuraja diseminarea rapoartelor de cercetare înainte de a fi publicate în jurnal), grăbirea de a posta cercetare de calitate scăzută. 

## Tipuri de servere de preprint
Serverele de pretipărire pot fi grupate în trei categorii: generale (acceptând practic toate preprint-urile, frecvent cu prejudecăți față de un anumit subiect, editor ex. Authorea ), specifice domeniului (ex. bioRxiv, ChemRxiv ) și regionale (ex. AfricArxiv, Arabixiv ). În plus, preprinturile pot fi clasificate de către proprietar (companie de editură privată de exemplu PeerJ PrePrints , biblioteci de exemplu EarthArXiv, universități de exemplu arXiv sau organizații independente non-profit de exemplu HAL ). Deși au apărut multe servere de preprint, unele au fost terminate. Serverele anulate erau operate în principal de companii de editare cu profit (de exemplu, Nature Publishing Group a închis Nature Precedings sau O'Reilly & SAGE a închis PeerJ PrePrints ) sau erau regionale (de exemplu, INArxiv limitat la Indonezia). Mai mult decât atât, mai multe platforme de scriere (de exemplu Authorea ) au dezvoltat servere de preprint separat ca parte a serviciului lor. Pentru o listă mai completă (peste 60 de servere de pretipărire) consultați: Lista depozitelor de preprintare .